# 热尔内勒
热尔内勒（法語：Gernelle，法語發音：[ʒɛʁnɛl]）是法国大東部大區阿登省的一个市镇，属于沙勒维尔-梅济耶尔区。

## 地理
热尔内勒（49°46'3"N, 4°49'1"E）面积4.83 平方千米，位于法国大東部大區阿登省，该省份为法国北部内陆省份，西接埃纳省，南至马恩省，东临默兹省，北与比利时接壤。
与热尔内勒接壤的市镇（或旧市镇、城区）包括：热斯潘萨尔、拉格朗维尔、伊桑库尔和吕梅勒、圣洛朗、弗里涅欧布瓦。

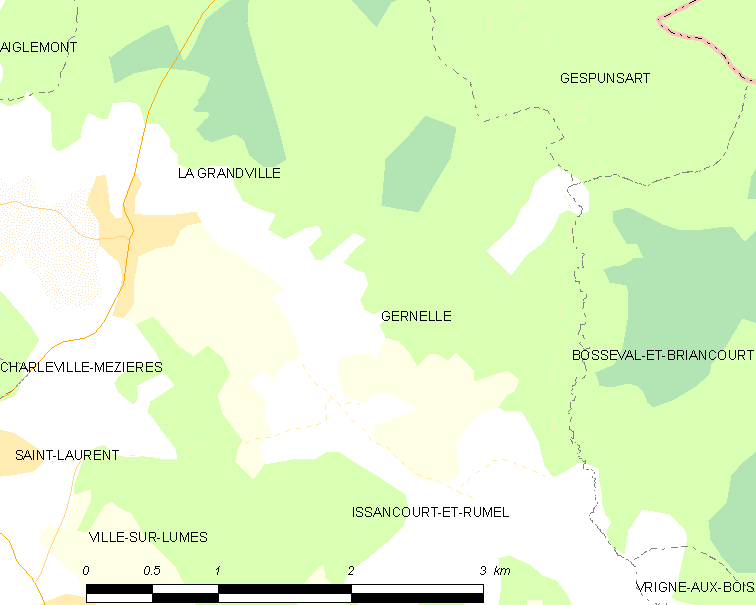
热尔内勒的OSM定位图

热尔内勒的时区为UTC+01:00、UTC+02:00（夏令时）。

## 行政
热尔内勒的邮政编码为08440，INSEE市镇编码为08187。

## 政治
热尔内勒所属的省级选区为维莱-瑟默斯县。

## 人口

1962-2008年间热尔内勒人口变化图示

热尔内勒于2022年1月1日时的人口数量为315人。